# 黑金字塔
黑金字塔（英語：Black Pyramid）也稱為阿蒙涅姆赫特三世金字塔（Pyramid of Amenemhat III）是位於埃及代赫舒爾的一座金字塔，為埃及第十二王朝法老阿蒙涅姆赫特三世所建造的首座金字塔，雖然是一座真金字塔，不過現在已經崩塌了，只剩下核心部分。

## 建築
黑金字塔原先的高度大約是75公尺，底邊長105公尺，斜度為57°15'50"。金字塔的底層擁有通往中庭及葬祭廟的入口，周圍也有城牆圍繞。金字塔表面是由黑色的磚塊及泥土所構成的。

## 延伸閱讀
- Verner, Miroslav, The Pyramids – Their Archaeology and History, Atlantic Books, 2001, ISBN 1-84354-171-8

## 外部連結
- The Pyramids at Dahshur （页面存档备份，存于）